# アガサ・クリスティーの謎解きゲーム
『アガサ・クリスティーの謎解きゲーム』（『アガサ・クリスティーのフレンチ・ミステリー』シリーズ2　原題: Les Petits Meurtres d'Agatha Christie 2）は、アガサ・クリスティの小説をベースにしたフランスのコメディドラマシリーズのシリーズ2であり、2013年からフランス2で放送された。

## 解説
1950年代半ばから1960年代初頭を舞台に、ロランス警視（サミュエル・ラバルト）、ジャーナリストのアリス・アヴリル（ブランディーヌ･ベラヴォア）、ローランスの秘書マルレーヌ・ルロワ（エロディ･フランク）が登場する。
日本ではAXNミステリーで2016年11月から放送された。
シリーズ1は日本では『アガサ・クリスティーのフレンチ・ミステリー』という番組名で放送されている。
シリーズ3は、新キャストで1970年代のフランスを舞台にして制作されることが2019年に発表された。クリスティの名前を冠したタイトルは残るが、予定されているエピソードのほとんどは「クリスティの作品の精神を受け継いだ」オリジナル・ストーリーとなる予定である。

## 登場人物

### メイン
- スワン・ロランス: サミュエル・ラバルト（英語版） - 警視
- アリス・アヴリル: ブランディーヌ･ベラヴォア（英語版） - 記者
- マルレーヌ・ルロワ: エロディ･フランク（英語版） - ロランスの秘書

### リカーリング
- アーネスト・トリカード: ドミニク・トーマス（フランス語版） - ロランスの上司

## エピソード
1. 魔術の殺人（原題：Jeux de Glaces）[2]
  - 設定の主要なところは原作に沿っているが、多くの点で変更されている。一番大きな変更点は、結末で真犯人に共犯者がいることが判明する点である。
  - ローズマリー・ブスケ: カトリーヌ・ムシェ
  - エティエンヌ・ブスケ: オリヴィエ・ラブルダン
  - ジュリエット: ステファニー・カイヤール（フランス語版）
2. 忘られぬ死（原題：Meurtre au Champagne）[3]
  - 主な登場人物が映画産業の関係者であるという設定になっているが、事件やトリック、真犯人などは概ね原作に沿っている。
  - エルビール・モレンコバ: エロディ・ナヴァール（英語版） - 被害者の女優
  - ジョルジュ・リロイ: ジャン＝フィリップ・エコフェ（英語版） - エルビールの夫
  - ダニエル・ハートマン: アントワン・オッペンハイム - 映画監督
  - クロード・ケリガン: クロード・ペロン - 脚本家、ハートマンの妻
  - ヴィクトール・ルブラン: ルイス・イナシオ - エルビールの従兄弟、窃盗・横領の常習犯
  - ヴィオレット: ヴァレンティン・アラキ - リロイの秘書
3. もの言えぬ証人（原題：Témoin muet）[4]
  - 原作に沿っているところもあるものの、人間関係や犯行動機などはアレンジされている。
  - アレクシナ・ロランス: フランソワーズ・ファビアン（英語版） - ロランス警視の母
  - ジュヌビエーブ・ランソン: ナタリー・リシャール（英語版） - 被害者の秘書
  - エミリー- 被害者の裕福な老婦人
  - ベラ・シアティディス: イザベル・デ・ハルトグ（英語版） - 老婦人エミリーの姪
  - ジョルジュ・シアティディス: ヴァンサン・シュミット- ベラの夫
  - シャルロット- 老婦人エミリーの姪
  - ルイ- 老婦人エミリーの甥
  - デイジー-使用人
4. なぜエヴァンズに頼まなかったのか（原題：Pourquoi pas Martin?）[5]
  - 原題は「なぜマルタンではなかったのか？」の意。内容は原作に概ね沿っており、原作のボビーとフランキーの役をロランスとアヴリルが担っている。
  - ローランド・ドラヴァレ: シャーリー・デュポン（英語版） - 転落死現場に通りかかった男
  - トゥルヴィエ: - 転落死者の妹を名乗る
  - アルマ・サラザン: アーリー・ジョヴァー - 診療所を経営する医者の妻
  - フィリップ・サラザン医師: - 医者 アルマの夫
  - アンドレ: - 屋敷の主人 サラザン医師の友人
  - シュザンヌ: - 屋敷の主人アンドレの妻
  - フレデリック-シュザンヌの息子
5. ハロウィーン・パーティー（原題：Meurtre à la kermesse）[6]
  - 殺人を目撃したと主張した女の子がアップル・ボビングの水槽で溺死することと、犯人がカムフラージュすること以外はほぼすべて原作と異なる内容である。原題は「イベントでの殺人」の意。
  - ルイザ:アップル・ボビング中に被害にあう
  - パブロ:-ルイザの兄
  - オルテガ:-ルイザとパブロの母親 移民
  - プティ医師 :-移民の通訳やボランティアもする
  - クレール:-ルイザの教師
  - ミランダ:-クレールの娘 彫刻家ザビエルから芸術を習う
  - カトリーヌ・ドラヴィグナン: アンヌ・ロワレ（フランス語版） - 市長
  - ザビエル・トレマン: ニコラ・ブリデ（フランス語版） - 彫刻家
  - ブノワ: -街の不良リーダー
  - ムッシュ・ミル: -市の職員
  - オルガ・セミロフ :-東欧の行方不明者
6. ひらいたトランプ(原題:Cartes sur table)
  - シャイタナ氏は"4人の招待客は全員殺人を犯した過去がある"と語っていた
  - シャイタナ氏 : -美術収集家
  - ジェーブ: -元情報局
  - 招待客の４人
  - ポール・クペ : -アフリカガイド 30歳
  - エレーヌ・ヌベール : -元有閑マダム
  - エミール・バリヨン : -医師 42歳
  - エリーズ・シュルンベルジェ :-介護士22歳
7. ゴルフ場殺人事件(原題 le crime ne paie pas)原作ではゴルフ場殺人事件だが、本作品での舞台はゴルフ場でなくキャバレーになっている。「クラブ"エデン"で死体を見た」という手紙を受け取る
  - ポール・ドゥボワーズ: - クラブエデン経営者
  - ドロレス・ドゥボワーズ : -ポールの妻で"エデン"のマダム
  - ミゲル・ドゥボワーズ: - ポール ドロレスの息子
  - エロイーズ・モナン: -エデンの歌手
  - スタニスラス : -エデンのマジシャン
  - ジネット・タサン: -エデンのウェイトレス
  - プティポン・ユベール : -警察内務調査
8. ヴァニロス荘の殺人 英:ヒッコリー・ロードの殺人(原題 pension vanilos)
  - ソランジュ: -マルレーヌの姉 下宿経営
  - ルイーズ : -下宿人 看護師
  - ピエール: -下宿人 医学生
  - エンダィエ: -下宿人
  - ジャン バティスト: -下宿人
  - マルグリット: -下宿人 ジャンと交際
  - ローズ : -下宿人 美容師
  - メリー: -麻薬密売関係者
9. 殺人は容易だ（原題：Un meurtre est-il facile）
  - エミール・ドゥブーク: -織物工場を営む大富豪の老人
  - ミシェル: -織物工場勤務の不審死者
  - フランソワーズ: -織物工場勤務 ミシェルの妻
  - ジョジアーヌ・ララン: -織物工場管理人
  - サビーヌ・トゥルモンド: -社長秘書
  - カストル: -工場専務
  - アニク・ドバセーヌ: -ドゥブークの友人でマルレーヌの従姉妹
  - ジネット・アンセル: -工場工員
10. マギンティ夫人は死んだ（原題：M Mcginty etr morte）(25年前に養母毒殺リリ事件・夫を愛人と殺したエヴァ事件が起こっている)
  - ロベール・ヴァスール: -アリス・アブリルの元夫 アパルトマンの部屋を間借り
  - マギンティ夫人: -アパルトマン家主
  - ミカエル: -アパルトマン住人 戯曲作家
  - ドゥトルモン夫人: -ミカエルの母 息子と同居
  - モロン: -アパルトマン住人 噂好き
  - エレーヌ・シュミット: -アパルトマン住人 議員と婚約
  - 精神科医一家: -アパルトマンに父母娘で住んでいる
11. 殺人パーティー(予告殺人)(原題：Murder party）
  - レティシア・サルヴァン夫人: -サルヴァン牧場主 元ゾンタグの秘書 妹を亡くしている
  - フィリピーヌ: -厩務員
  - オデット: -サルヴァン夫人の友人 居候中
  - マルセル: -サルヴァン夫人の甥
  - アントワネット: -サルヴァン夫人の姪
  - グリーンウッド&ブブル: -牧場の隣人達
  - クルト・ヴェンゲン: -スイス国籍のホテルウエイター
  - ジョゼット :-アリスの同僚クルトと交際
  - マイヨール :-監察医
  - ゾンタグ :-故人の大金持ち

1. ジョニー・ウェイバリー誘拐事件
2. 蒼ざめた馬
3. 牧師館の殺人
4. スタイルズ荘の怪事件
5. カリブ海の秘密
6. 茶色の服の男
7. 鏡は横にひび割れて
8. 第三の女
9. クリスマスの犯罪（クリスティ作品を原作としない）
10. 三幕の殺人
11. ポアロのクリスマス
12. シタフォードの秘密
13. 白昼の悪魔
14. ゼロ時間へ
15. 死との約束
16. 朝食の死体（クリスティ作品を原作としない）